# Москвин, Константин Николаевич
Константин Николаевич Москви́н (1927—2002) — советский и российский военный инженер-строитель, Заслуженный строитель РФ, генеральный директор ОАО «Атомстрой» (1991—2002).

## Биография
Родился в семье служащего.
После окончания в 1949 году Московского автомобильно-дорожного института работал в Челябинске на заводе «Строймашина».
В 1951 году был призван в Советскую Армию (строительные войска).
Трудовая деятельность была связана с предприятиями и организациями строительного комплекса  Министерства среднего машиностроения СССР в городах Усть-Каменогорск,  Лермонтов, Учкудук,  Навои, Обнинск, Калуга.
В 1979 году назначен начальником 11-го Главного Управления Минсредмаша.
Принимал участие в ликвидации последствий  аварии на Чернобыльской АЭС в 1986 году. Под его руководством в структуре 11-го ГУ создано Управление строительства УС-605, образованное для строительства объекта «Укрытие». Более двух месяцев находился непосредственно на ЧАЭС — с середины октября 1986 года, выполняя обязанности члена Правительственной комиссии, сменив  А. Н. Усанова. За мужество, самоотверженные действия и трудовую доблесть, проявленные при ликвидации аварии на ЧАЭС, К. Н. Москвин, как служащий Советской Армии, был награждён орденом Красной Звезды.
С начала 1989 года больше двух с половиной лет при непосредственном участии К. Н. Москвина велись работы по ликвидации последствий землетрясения в Армении.
После преобразования в 1991 году 11-го ГУ в ОАО «Атомстрой» и практически до конца своей жизни Москвин являлся генеральным директором/президентом компании.
Похоронен на Востряковском кладбище г. Москвы.

## Награды и премии
К. Н. Москвин был удостоен премии Совета Министров СССР в 1981 году и звания «Заслуженный строитель Российской Федерации» в 1997 году.
Награждён двумя орденами Трудового Красного Знамени в 1966 и 1976 годах, орденом «Знак Почёта» в 1970 году.